# Гетика
Гетика (Getica) или De origine actibusque Getarum („За произхода и делата на гетите“) e главното произведение на късноантичния готски историк Йорданес († след 552 г.), живял през VІ век в Източната Римска империя. Книгата е завършена и издадена вероятно през 551 г. в Константинопол.
Състои се от обобщението на обширното произведение на Касиодор за историята на готите, изчезналото Libri XII De Rebus Gestis Gothorum. Книгата дава сведения и за историята на хуните, славяните и българите.
Йорданес описва в книгата историята или легендата („Saga“) на готите. Те са тръгнали от Скандза (16 – 24) с техния крал Бериг по Източно море и пристигат в Gothiskandza (25, 94), брега на готите.